# Fabien Galthié
Fabien Galthié (* 20. března 1969 Cahors) je bývalý francouzský ragbista hrající v Rugby Union za klubové soutěže a za Francouzskou ragbyovou reprezentaci. Působí také jako trenér. Hrával na pozici scrum-half (mlýnová spojka).
Byl vyhlášen nejlepším ragbistou světa za rok 2002 (World Rugby Player of the Year in 2002/IRB International Player of the Year 2002). Za Francii odehrál 64 zápasů a připsal si 10 pětek.
Po konci hráčské kariéry se dal na trénování. Trénoval francouzské kluby Stade Francais (2004–2008), Montpellier (2010–2014) a Toulon (2017–2018). Od roku 2019 trénuje francouzskou reprezentaci. V roce 2022 s ní vyhrál Six Nations. 

## Galerie

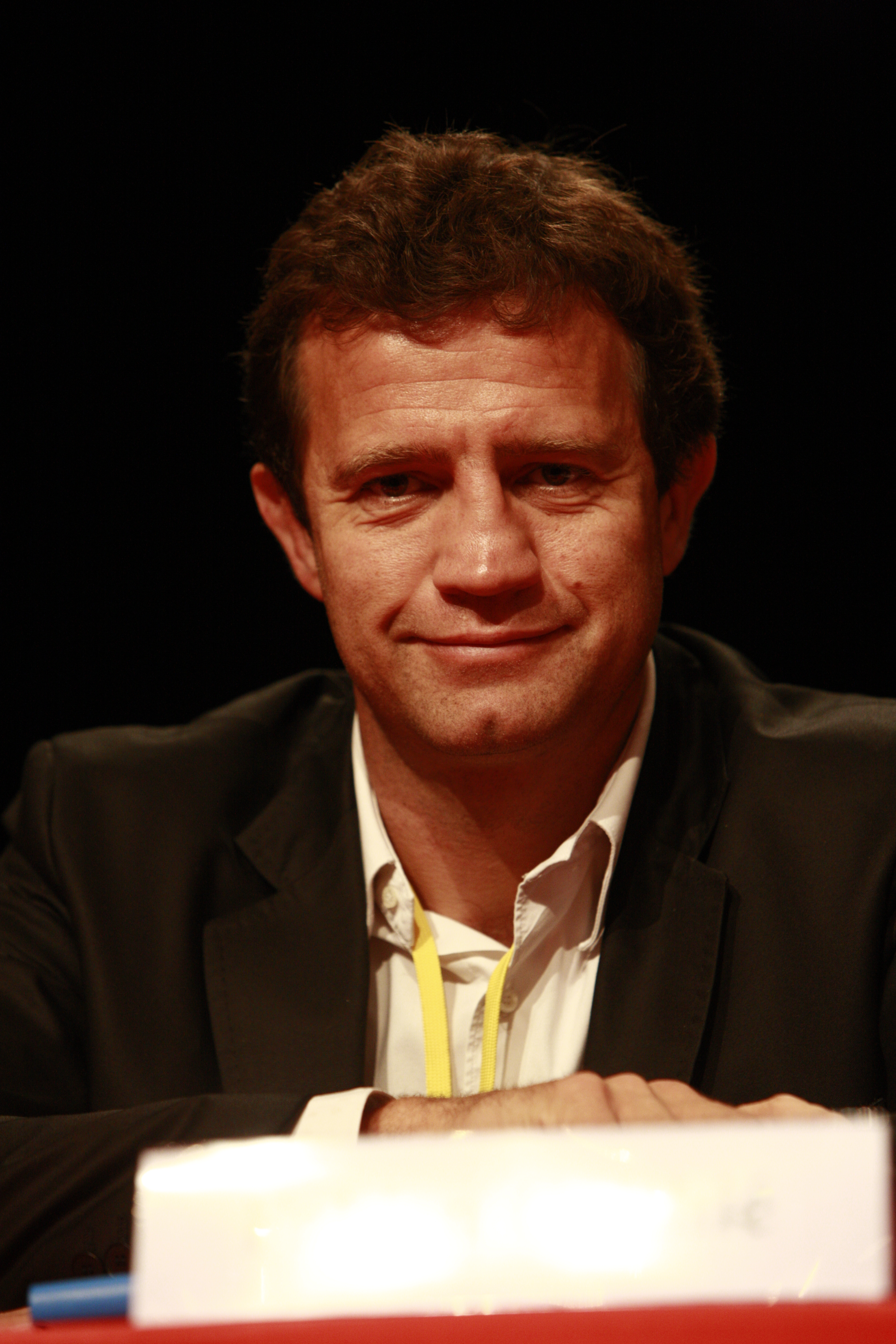
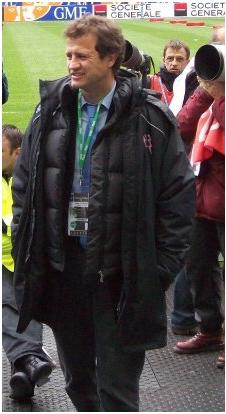
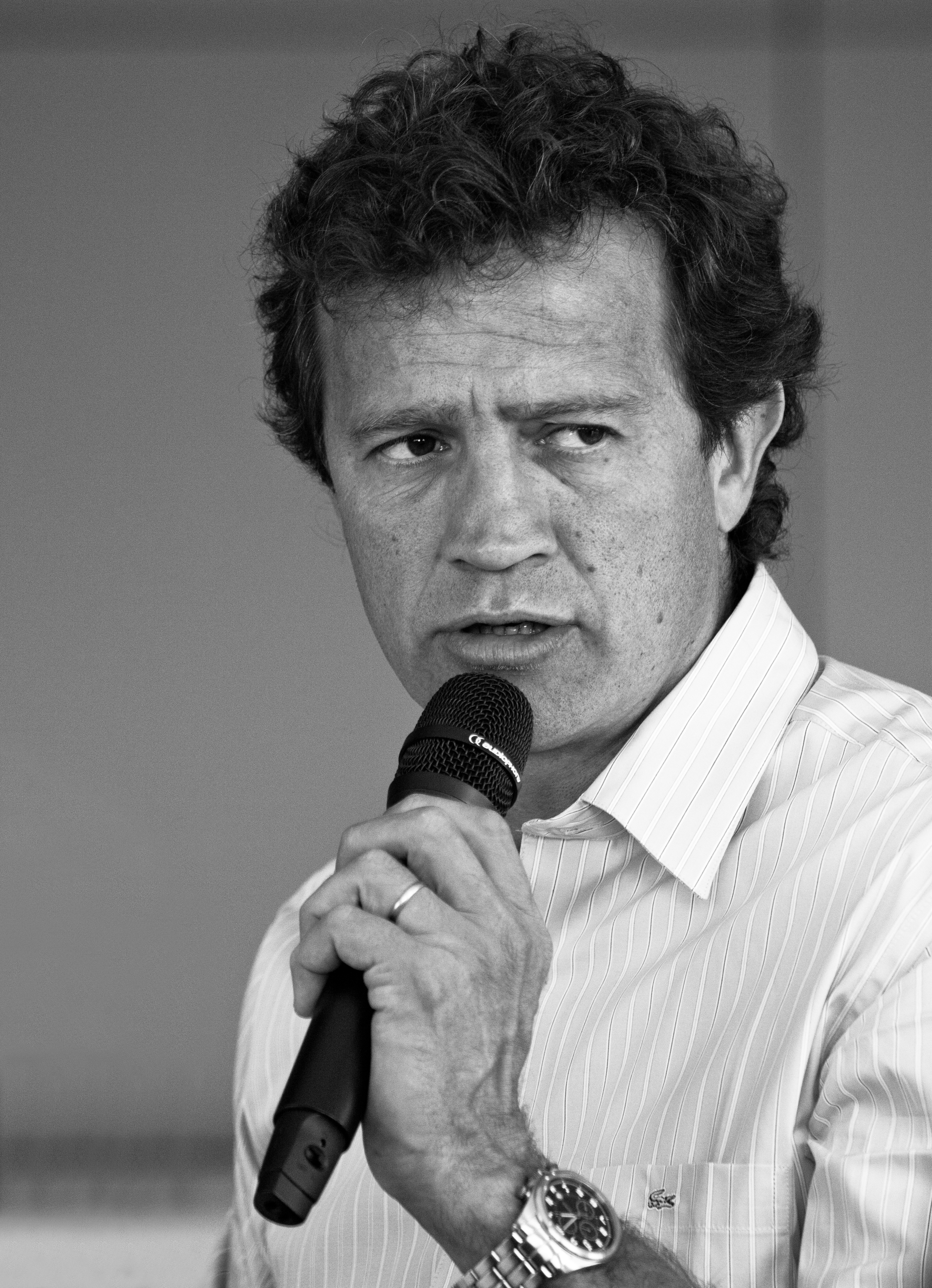

## Kariéra

### Klubová kariéra
- 1985–1995 Colomiers
- 1995 Western Province
- 1995–2001 Colomiers
- 2001–2003 Stade Francais